# BAE Systems Inc.
BAE Systems Inc. (раніше BAE Systems North America) — американська дочірня компанія багатонаціональної оборонної, безпекової та аерокосмічної компанії BAE Systems plc. Американська дочірня компанія працює в рамках Спеціальної угоди про безпеку, яка дозволяє їй працювати над деякими з найбільш чутливих оборонних програм США, незважаючи на її іноземну власність. Вона зареєстрована в Делавері. У компанії працює приблизно 35 000 працівників у межах кордонів США та ще кілька тисяч в Ізраїлі, Південній Африці, Швеції та Великій Британії. Основні напрямки діяльності BAE Systems Inc. включають засоби радіоелектронної боротьби, зондування та зв'язку; бронетехніка, артилерія; військово-морські гармати та судноремонт; а також послуги з кібербезпеки та розвідки.
Щорічний обсяг продажів становить близько 13,6 млрд доларів США, BAE Systems Inc. забезпечує майже половину світового доходу материнської компанії і зазвичай входить до топ-10 постачальників Пентагону. Компанія працює за Спеціальною угодою про безпеку з окремою радою директорів від материнської компанії, що базується в Лондоні, для забезпечення захисту конфіденційної інформації, що стосується американських програм, в яких вона бере участь. Оскільки BAE Systems Inc. складається здебільшого зі старих американських підприємств, вона бере більшу участь у таких програмах, ніж будь-яка інша компанія з іноземним капіталом.
BAE Systems Inc. очолює президент і головний виконавчий директор Томом Арсено (Tom Arseneault), а штаб-квартира знаходиться у Фолс-Черч, штат Вірджинія. Компанія має виробничі потужності у 38 штатах, з особливо великою концентрацією в Північно-Східному та Південно-Східному регіонах США. Підприємство має понад 2 000 патентів і є домінуючим гравцем на багатьох ринках, на які воно виходить. Наприклад, воно створює системи радіоелектронної боротьби для багатоцільового винищувача F-35; виробляє всі машини в бронетанкових бригадних бойових групах армії США, окрім танку M1 Abrams; і є найбільшим постачальником судноремонтних послуг для ВМС США.